# Адолф I (Валдек и Шваленберг)
Адолф I фон Валдек и Шваленберг (на немски: Adolf I von Waldeck und Schwalenberg) от Дом Валдек е от 1218 до 1224 г. граф на Шваленберг и от 1224 до 1228 г. граф на Шваленберг и Валдек. Той управлява заедно с брат си Фолквин IV и след подялбата през 1228 г. до смъртта си е граф на Валдек.

## Биография
Той е по-малък син на граф Хайнрих I фон Валдек и Шваленберг († пр. 21 септември 1214) и съпругата му Хезека фон Дасел († 25 юли 1220). Брат е на Фолквин IV фон Шваленберг († 1255), Хайнрих (* пр. 1236, † 1288), каноник в Падерборн, и Херман, бенедиктинец. Адолф е основател на Графство Валдек.
Адолф е ок. 1216 г. пропст на манастир Аролдесен, напуска духовенството, когато чичо му Херман I фон Валдек през 1224 г. умира и завещава на племенника си графството Валдек и започва да участва в управлението на двете графства с брат си Фолквин. През 1227 г. двамата братя имат конфликт с манастир Падерборн, заради което са отлъчени от църквата. Адолф е обвинен, че е нападнал със 100 въоръжени падерборнеца Вилбранд, когато отпътувал от Корбах. Братята се подчиняват на епископа на Падерборн през април 1227 г. Двамата братя си поделят територията като Адолф получава замък и Графство Валдек.
Адолф е съюзник на фамилията Лудовинги и поддръжник на геген-крал Хайнрих Распе.
От 1251 до 1256 г. Адолф е при геген-крал Вилхелм Холандски дворцов съдия и щатхалтер на Вестфалия.
Адолф I помага, заедно със синовете си Хайнрих и Видукинд, на ландграф Хайнрих I фон Хесен в успешната му борба с епископ Симон от Падерборн. Чрез договор с ландграфовете получа бившето графство Вилдунген. Съюзява се с графовете на Юлих и участва през 1267 г. с граф Вилхелм IV фон Юлих в битката при Цюлпих, при която е пленен архиепископа на Кьолн Енгелберт II.
Умира на 3 октомври 1270 година.

## Фамилия
Първи брак: със София († 1254). С нея има децата:
- Видукинд († 1269), става 1256 г. духовник и през 1265 г. епископ на Оснабрюк
- Хайнрих III (* ок. 1225/1230; † 1267), граф на Валдек

Втори брак: ок. 1254 г. с Етелинд фон Липе († ок. 1273), дъщеря на Херман II фон Липе и графиня Ода фон Текленбург. Бракът е бездетен.
Внукът му Ото I († 1305) се жени през 1276 г. за София фон Хесен (1264 – 1331), дъщеря на ландграф Хайнрих I фон Хесен.